# Non commettere atti impuri
Non commettere atti impuri è un film del 1971 diretto da Giulio Petroni.

## Trama
Pino è un giovane ceramista ateo che vive ad Assisi insieme al padre Damiano, un rivoluzionario comunista, e la sua compagna Nadine, molto più giovane. 
Un giorno, mentre si trova sul terrazzo, Pino vede Maria Teresa che studia per l'esame di latino e inizia a darle alcune lezioni. In breve i due giovani s'innamorano, fino a quando Giacomo, zio della ragazza, se ne accorge e li allontana. 
 Pino rimane molto triste, ma poi capisce che le attenzioni della ragazza in realtà erano solo un trucco per convincerlo a convertirsi al cattolicesimo. Coinvolto dal padre, partecipa a una riunione in cui un gruppo di compagni decide di fare un'azione dimostrativa lanciando una bomba carta durante il passaggio di un ministro. Pino si incarica di compiere il gesto. Ma scopre Maria Teresa che si spoglia davanti allo zio. Amareggiato, pensa di vendicarsi dello zio lanciando una bomba carta nel suo ufficio. Il padre sgrida Pino ma lui, arrabbiato, distrugge tutta la sua stanza e fugge via. Il padre e Nadine, allarmati da un foglio trovato dopo che egli si è chiuso nella stanza distruggendo tutti i materiali del suo lavoro, su cui è manifestato un proposito suicida si mettono a cercarlo. Nadine lo trova mentre mangia tranquillamente un panino e fanno l'amore mentre risuona l'urlo del padre che chiede al figlio che cosa sta facendo e da buon padre dichiara che capisce il suo gesto, ma in realtà si dimostra ignaro di quel che sta accadendo.